# Риотам
Риота́м (лат. Riothamus, Riotimus, Rigothamus или Rigotamos) — предводитель (в хрониках также известен как «король») романо-бриттов, призванный императором Антемием для помощи римским войскам в Северной Галлии против вестготов.

## Проблема идентификации
Имя «Риотам» означает «верховный правитель». Поэтому неизвестно, является ли оно личным именем или же представляет собой всего лишь титул. Кроме того, до сих пор нет единого мнения пришёл ли Риотам из Британии или же он был правителем Арморики. Также некоторые исследователи отождествляют его с Королём Артуром.
Имя Риотама (сына Дероха I) встречается среди правителей Домнонии — королевства, основанного в Бретани мигрировавшими из Британии романо-бриттами. Годы его правления (ок. 460—470) совпадают с деятельностью Риотама, упомянутого Иорданом. Версию о том, что Риотам Иордана и король Домнонии одно и то же лицо косвенно подтверждает письмо Сидония Аполлинария к Риотаму, в котором Аполлинарий обращается к нему как к правителю, обладающему юридической властью.

## Война с готами
В 469 году Риотам во главе 12 тысячной армии высадился с моря и подошёл к городу Бурж. Он был призван туда императором Антемием, который в это время вел тяжёлую войну с готами Эвриха, пытавшимися овладеть всей Галлией. Однако готы разбили армию Риотама в битве при Деоле еще до его соединения с союзниками. Вероятно это случилось из-за предательства преторианского префекта Галлии Арванда, посоветовавшего Эвриху напасть на бриттов. Сам Риотам сумел бежать к бургундам, где вскоре умер.

## Риотам в источниках
Одним из главных источников является Иордан. В своем сочинении «О происхождении гетов» он утверждает следующее (Getica XLV.237):
Эврих, король везеготов, примечая частую смену римских императоров, замыслил занять и подчинить себе Галлии. Обнаружив это, император Антемий потребовал помощи у бриттонов. Их король Риотим пришёл с двенадцатью тысячами войска и, высадившись у океана с кораблей, был принят в городе битуригов. Ему навстречу поспешил король везеготов Эврих, ведя за собой бесчисленное войско; он долго сражался, пока не обратил Риутима, короля бриттонов, в бегство ещё до того, как римляне соединились с ним. Тот, потеряв большую часть войска, бежал с кем только мог и явился к соседнему племени бургундзонов, в то время римских федератов.
Риотаму также адресовано письмо Сидония Аполлинария (lib. III ep. 9).